# Craigmont (Idaho)
Craigmont es una ciudad ubicada en el condado de Lewis en el estado estadounidense de Idaho. En el año 2010 tenía una población de 501 habitantes y una densidad poblacional de 263,68 personas por km².

## Geografía
Craigmont se encuentra ubicado en las coordenadas 46°14′32″N 116°28′14″O / 46.24222, -116.47056. Según la Oficina del Censo, la localidad tiene un área total de 1,9 km² (0,7 mi²), de la cual 1,9 km² (0,7 mi²) es tierra y 0 km² (0 mi²) (0.0 %) es agua.

## Demografía
En el 2000 la renta per cápita promedia del hogar era de $31 806, y el ingreso promedio para una familia era de $36 719. En 2000 los hombres tenían un ingreso per cápita de $36 250 contra $21 250 para las mujeres. El ingreso per cápita para la localidad era de $16 548. Alrededor del 13 % de la población estaba bajo el umbral de pobreza nacional.